# راينر هوبه
راينر هوبه (بالألمانية: Rainer Hoppe) هو لاعب كرة الماء ألماني، ولد في 26 يناير 1962 في دويسبورغ في ألمانيا.

## وصلات خارجية
- راينر هوبه على موقع الاتحاد الدولي للسباحة (الإنجليزية)
- راينر هوبه على موقع اللجنة الأولمبية الدولية (الإنجليزية)
- راينر هوبه على موقع أوليمبيديا (الإنجليزية)